# Runesocésio
Runesocésio era o deus da guerra na mitologia céltica, possuindo uma natureza misteriosa e um carácter marcial. Com Atégina e Endovélico, este deus formaria a trindade da mitologia dos célticos.